# Metalimnobia oligotricha
Metalimnobia oligotricha är en tvåvingeart som först beskrevs av Alexander 1955.  Metalimnobia oligotricha ingår i släktet Metalimnobia och familjen småharkrankar. Inga underarter finns listade i Catalogue of Life.